# Göran Malmqvist

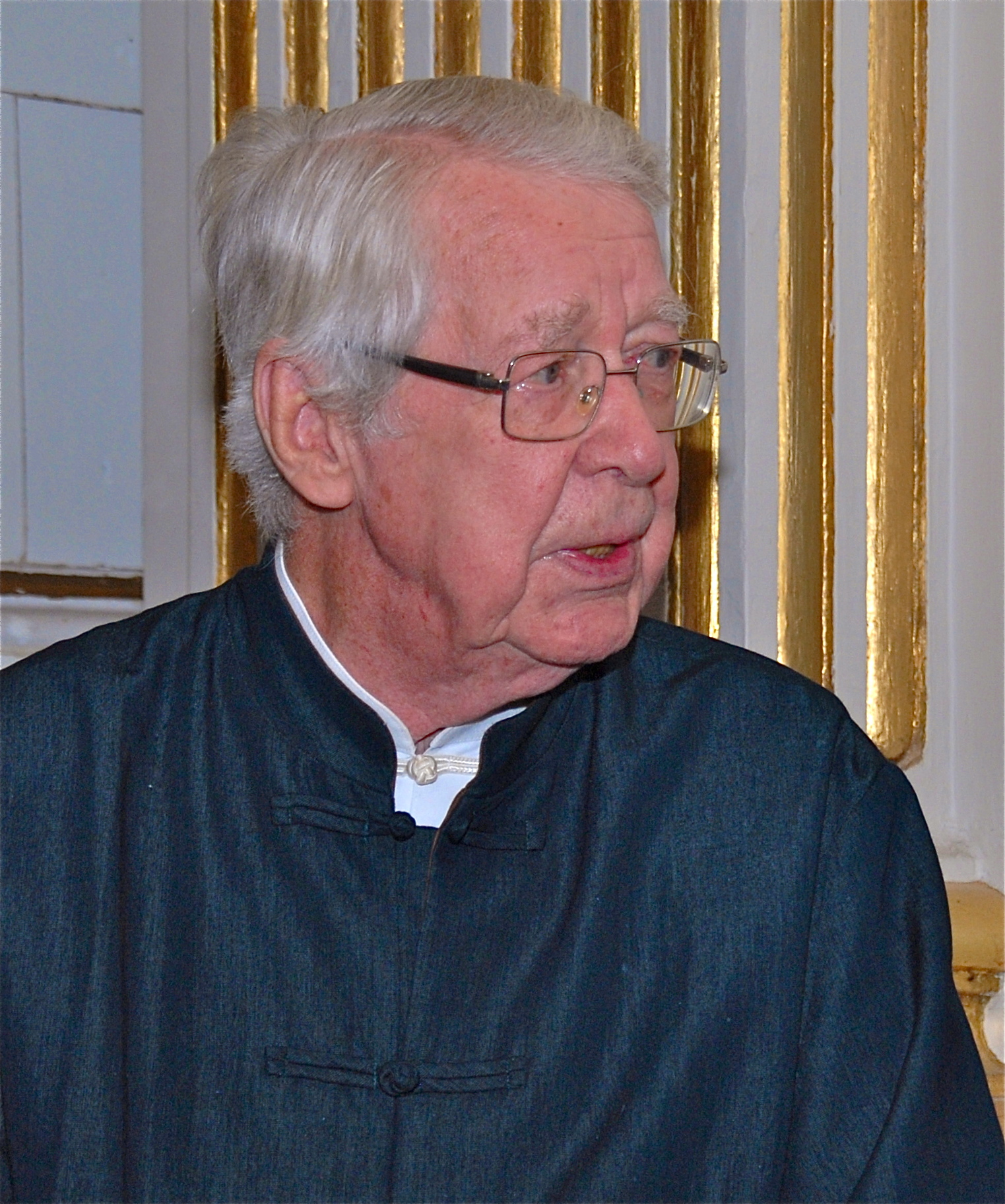
Göran Malmqvist (2011)

Nils Göran David Malmqvist (ur. 6 czerwca 1924 w Jönköping, zm. 17 października 2019) – szwedzki językoznawca, członek Akademii Szwedzkiej, historyk literatury, sinolog i tłumacz.

## Publikacje
- 1947 Gunnar Martins samling av kinesisk och japansk litteratur
- 1965 Det förtätade ögonblicket: T’ang-lyrik
- 1963 Han phonology and textual criticism
- 1964 Problems and methods in Chinese linguistics
- 1973
  - 111 nykinesiska satsmönster
  - Nykinesisk grammatik
- 1974
  - Kinesiska är inte svårt
  - Nykinesisk fonetik
- 1981 Nykinesiska satsmönster
- 1984 Vägar till Kina: Göran Malmqvist 60 år
- 1985 Henry Olsson: inträdestal i Svenska akademien
- 1995 Bernhard Karlgren: ett forskarporträtt
- 1999 Nio röster från Taiwan: modern kinesis poesi
- 2002 Haiku för ros och oros skull
- 2005 Strövtåg i svunna tider